# Roehibridina
La roehibridina es un alcaloide dimérico tetrahidroisoquinolínico aislado de Roemeria hybrida (Papaveraceae)
[α]D = -16  (c, 0.056 en metanol).